# Citroën Xantia
Citroën Xantia je nastupnickým modelem Citroënu BX. Je to též jedna z generací modelů s hydropneumatickým odpružením, které se kdysi začalo jako první montovat do Citroënu DS v roce 1955. Hydropneumatické odpružení je též hlavním znakem tohoto vozu. Též se jedná o model, který má po dlouhé době slovní označení, což mělo být, pro zákazníky znající pouze označení se dvěma písmeny (DS, ID, CX, BX,...), naznačení jakési nové éry u Citroënu. Model se vyráběl s karoserií liftback (Berline) nebo kombi (Break)

## Historie
Xantia byla představena na podzim roku 1992 ve verzi liftback (s názvem Berline). Výroba započala následujícího roku. První vozy se poznají podle loga značky umístěného na kapotě vozu, od roku 1994 již bylo montováno na masku chladiče. V roce 1995 přišlo na trh praktické kombi pod označením Break. Od tohoto roku bylo možné objednat i tzv. Hydractive II (elektronické řízení tuhosti odpružení) a objevil se nejvýkonnější model – Xantia Activa se zážehovým motorem 3.0 V6 24V a aktivní korekcí náklonu v zatáčkách. Modely ACTIVA měly největší počet „hydrokoulí“ (celkem 10) a na každé nápravě byla jedna hydraulická pístnice namontovaná na stabilizátoru. Obě společně vyrovnávaly naklánění vozidla při průjezdu zatáčkou. To omezovalo naklánění vozidla a umožnilo průjezd zatáčkou vyššími rychlostmi. Modely bez elektronicky řízeného odpružení dostaly do vínku šestou "hydrokouli" ("centrální koule zadní nápravy pro zabezpečení dostatečného tlaku v zadních brzdách při prudkém brzdění) a všechny verze od roku 1995 disponovaly tzv. protipadacími zámky (auto už si při delším stání "nelehalo").
Větší modernizace proběhla na konci roku 1997, ta znamenala prodloužení předního převisu o 5 cm, "nové zadní svítilny",bez kouřového zabarvení,jinak jsou záměnné, nové přední svítilny a maska chladiče, nové nárazníky a širší přední blatníky (které byly i u předfaceliftových modelů pouze u výkonnějších motorizací), imobilizér se změnil z tlačítkové klávesnice na součást klíčku od vozu, nová přístrojová deska (ta měla roku 1997 velké nevzhledné madlo před spolujezdcem, které, vzhledem k plavné a komfortní jízdě, bylo stejně zbytečné).
V roce 2000 byl představen nástupce Xantie – model C5. Xantia vydržela ve výrobě v Evropě až do roku 2001 i když se stále vyráběla v Íránu až do r. 2010 jako Xantia Saipa.

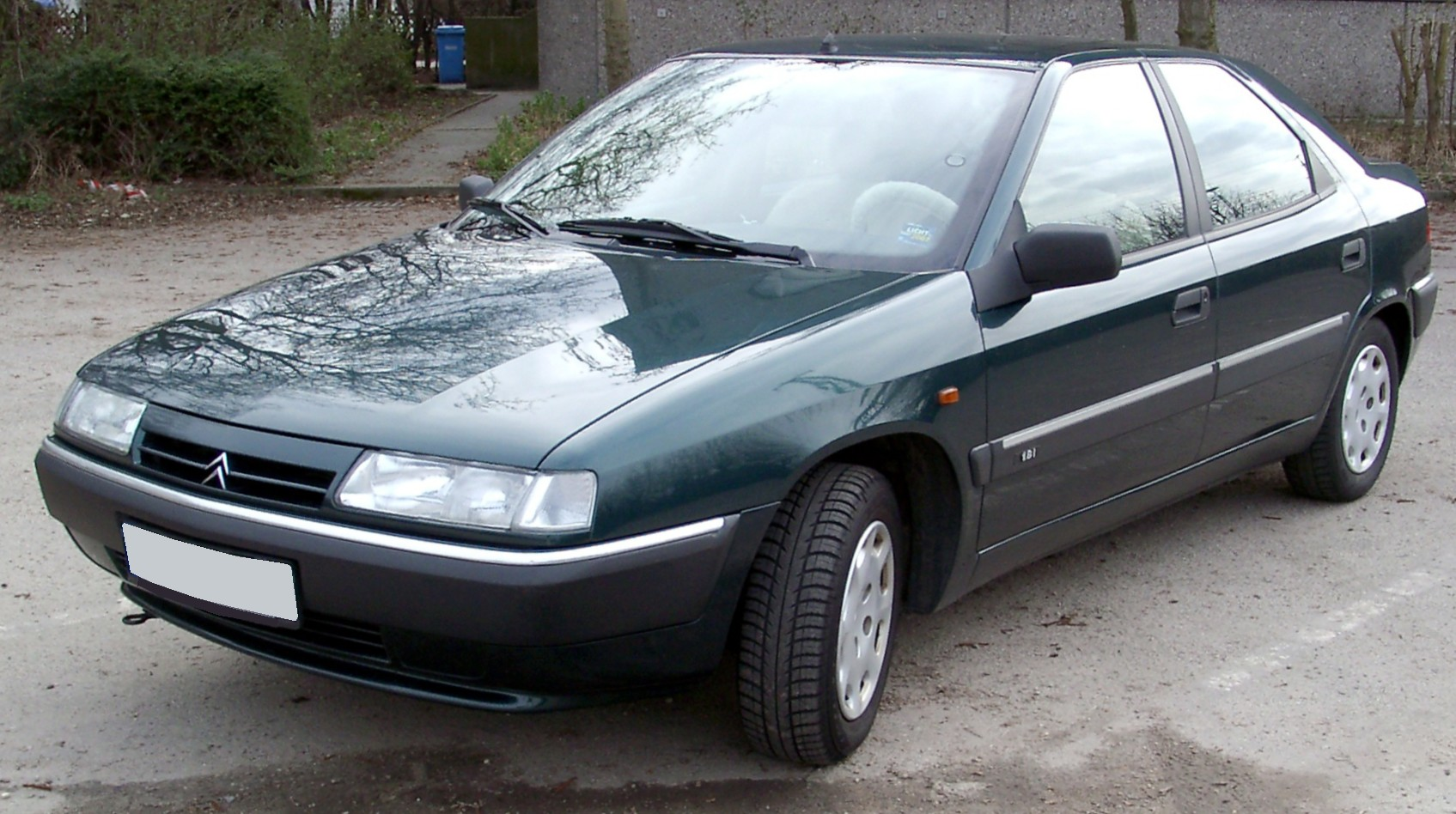
Citroën Xantia X1 (1994–1997)
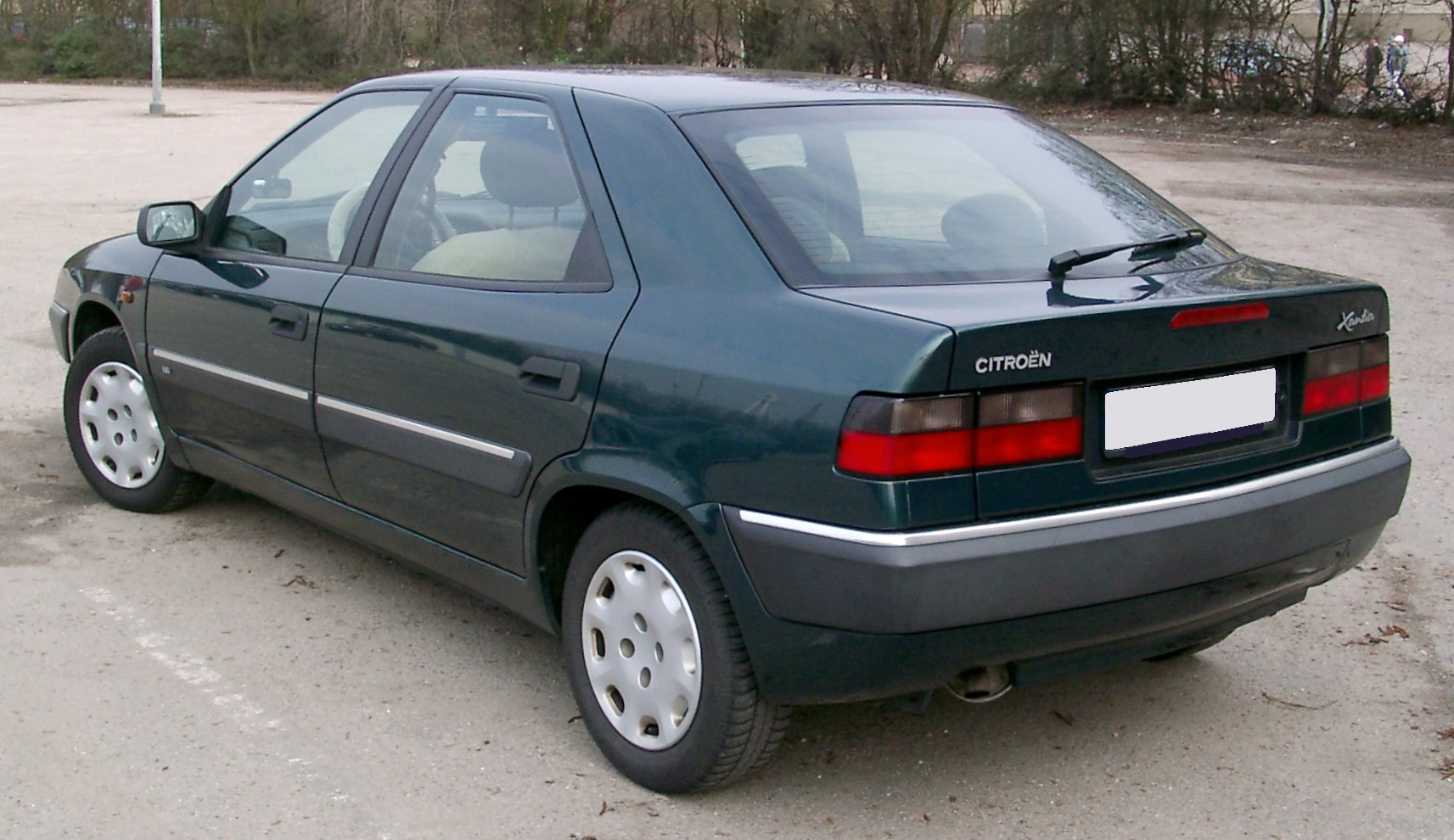
Citroën Xantia X1 (1994–1997)
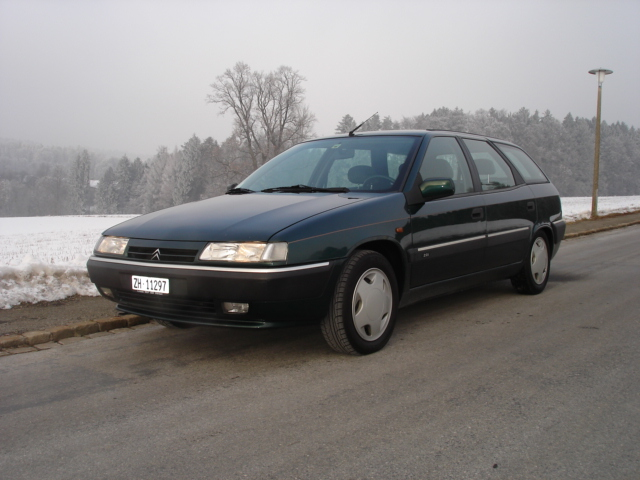
Citroën Xantia X1 Break (1995–1997)
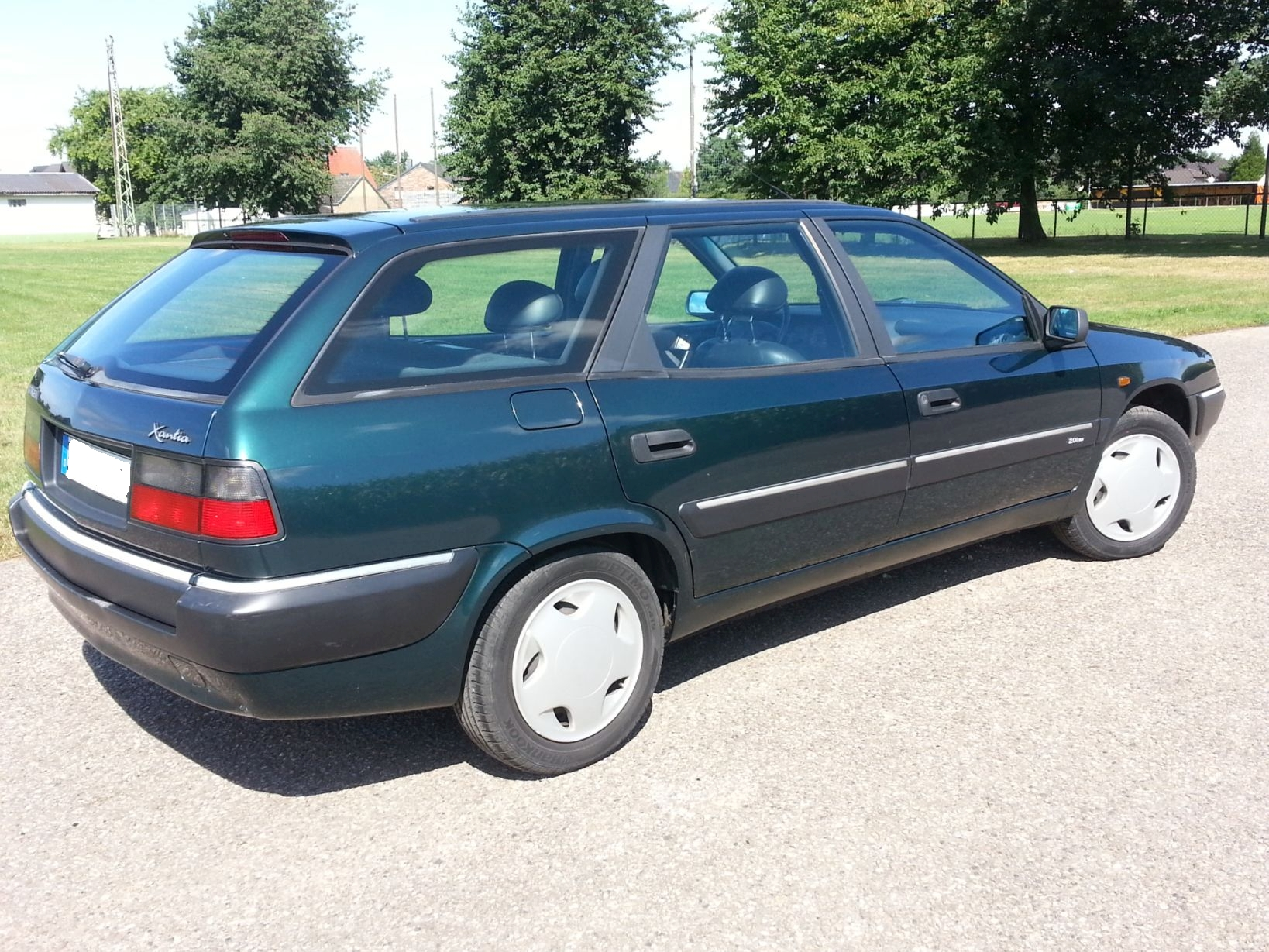
Citroën Xantia X1 Break (1995–1997)

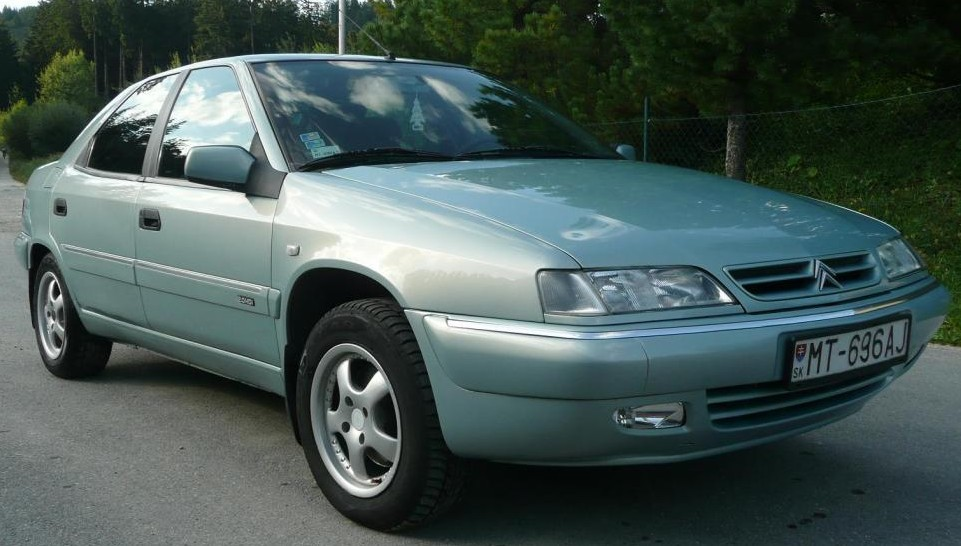
Citroën Xantia X2 (1997–2001)
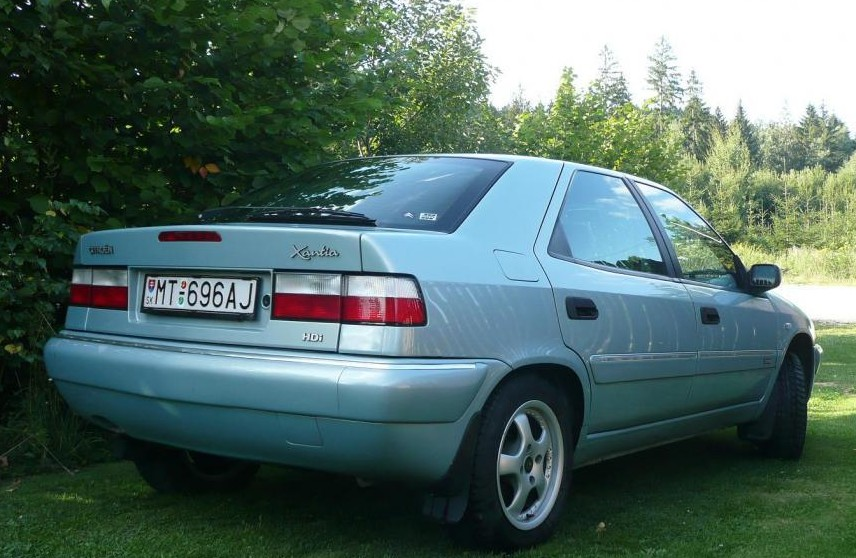
Citroën Xantia X2 (1997–2001)
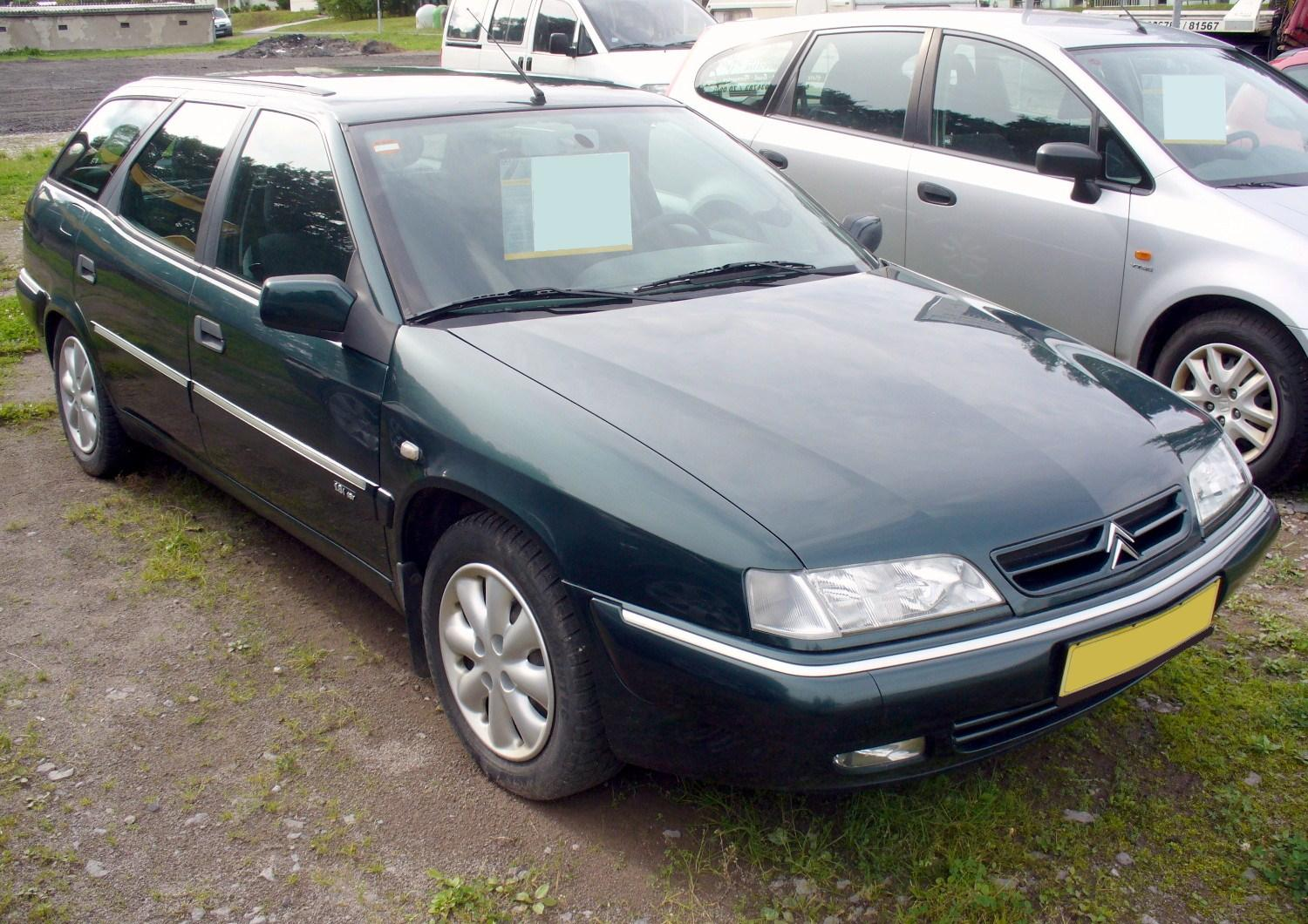
Citroën Xantia X2 Break (1997–2001)
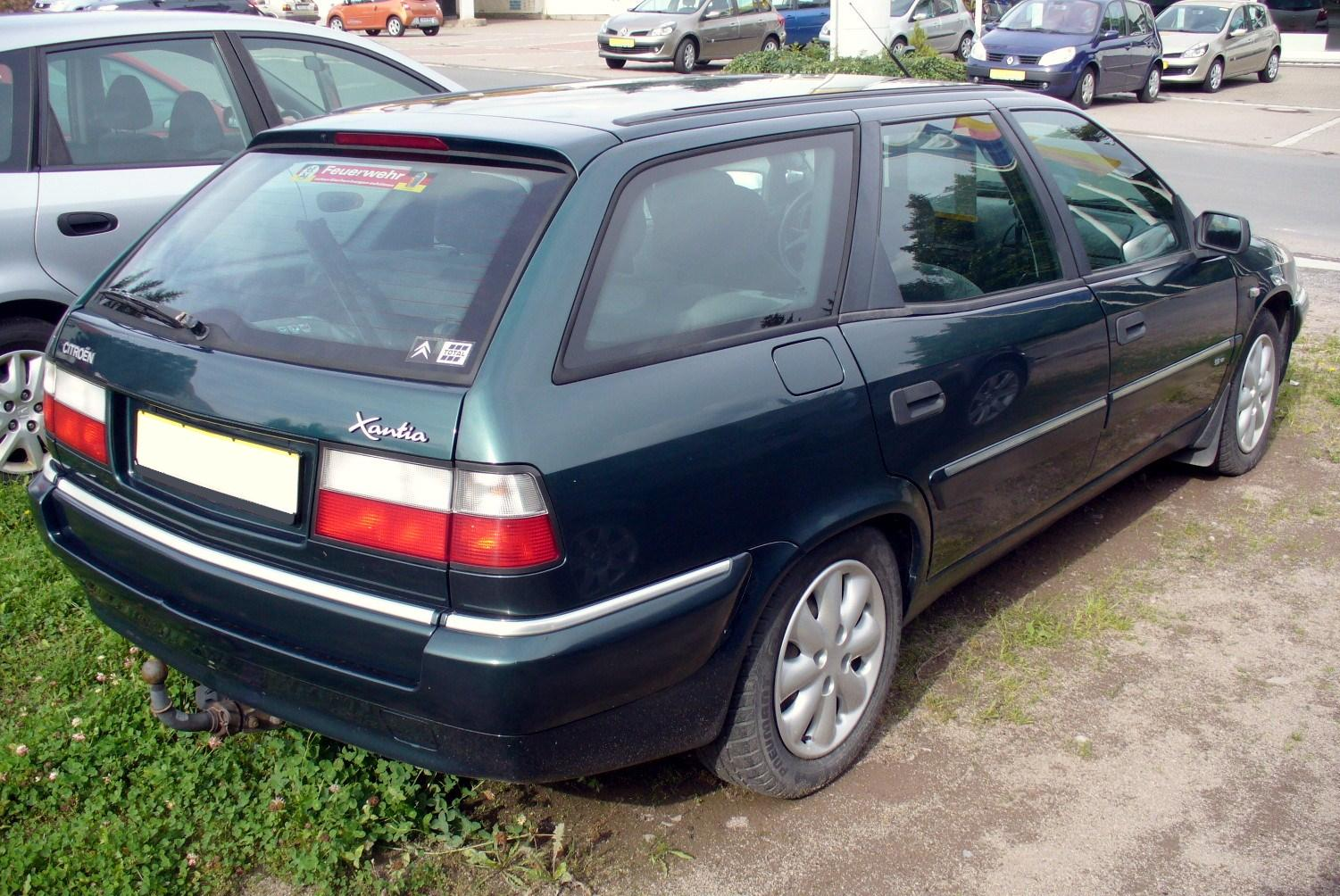
Citroën Xantia X2 Break (1997–2001)

## Vítězství Losího testu
V losím testu, který provádí redakce švédského časopisu Teknikens Värld dosáhla ACTIVA maximální rychlost 85 km/h. Tato rychlost zatím nebyla překonána ani auty jako Ferrari Testarossa, Porsche 997 GT 3 RS, Lotus Elise S.

## Motory

### Benzínové
- 1.6 8V 65 kW
- 1.8 8V 66 kW
- 1.8 8V 74 kW
- 1.8 16V 81 kW
- 2.0 8V 89 kW
- 2.0 16V 112 kW, později nový agregát 2.0 16V 97 kW (i pro verzi "ACTIVA")
- 2.0 8V CT (constant torque) Turbo 108 kW
- 3.0 V6 24V 140 kW – pro verzi Activa (verze Activa za příplatek)

### Naftové
- 1.9 D 50 kW
- 1.9 D 51 kW
- 1.9 SD 55 kW (Turbo bez intercooleru)
- 1.9 TD 66 kW (Turbo s intercoolerem)
- 1.9 TD 68 kW
- 2.1 TD 12V 80 kW – též pro verzi Activa, převážně ale ve Francii
- 2.0 HDI 66 kW
- 2.0 HDI 80 kW

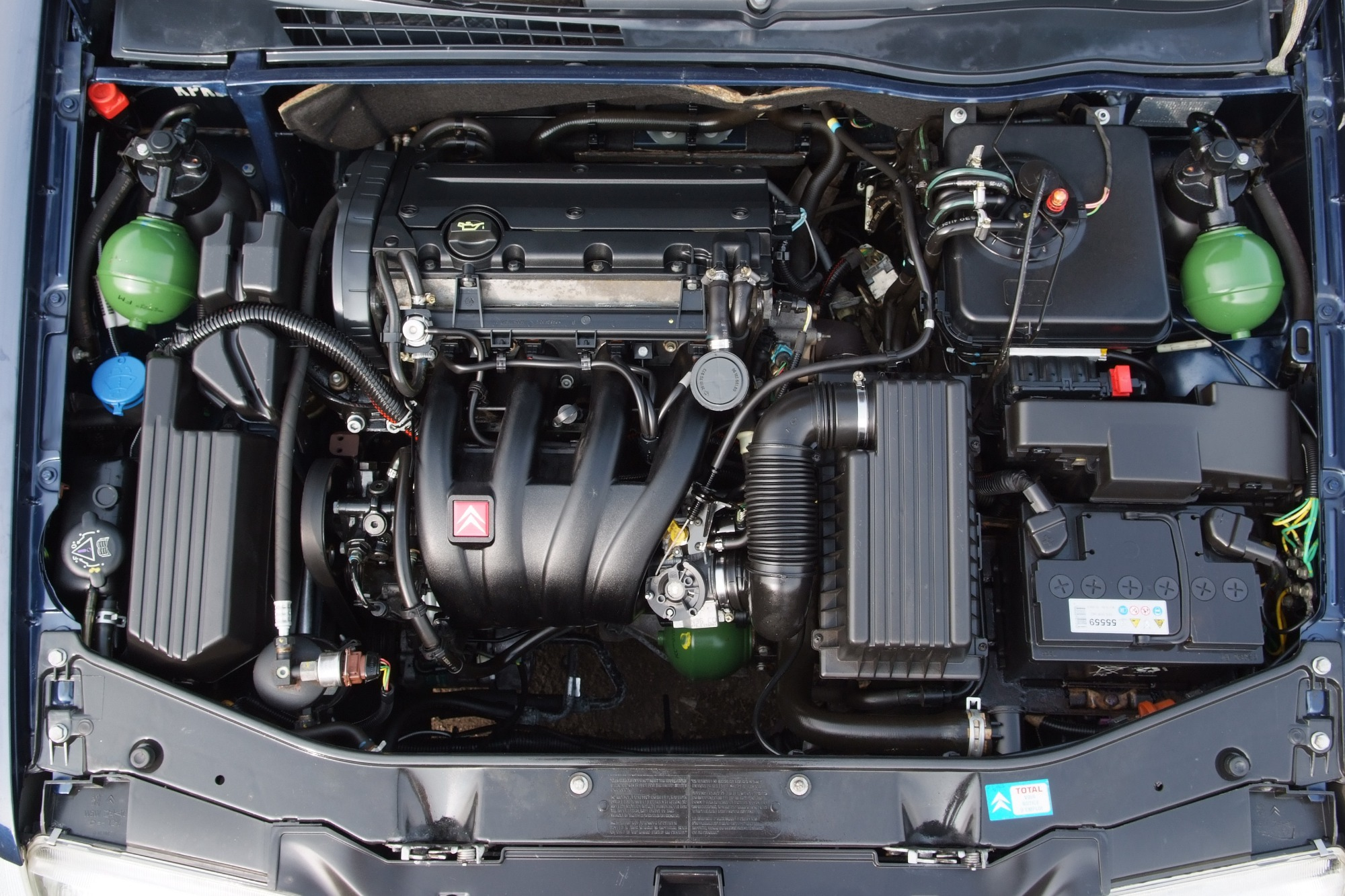
Motor XU10 J4R (RFV)

| Model           | Motorová řada   | Kód motoru      | Počet válců     | Počet ventilů   | Ventilový rozvod | Vrtání × zdvih  | Zdvihový objem [cm³] | Kompresní poměr | Příprava směsi  | Přeplňování     | Max. výkon [kW (k) při ot./min] | Max. točivý moment [Nm při ot./min] |
| Zážehové motory | Zážehové motory | Zážehové motory | Zážehové motory | Zážehové motory | Zážehové motory  | Zážehové motory | Zážehové motory      | Zážehové motory | Zážehové motory | Zážehové motory | Zážehové motory                 | Zážehové motory                     |
| --------------- | --------------- | --------------- | --------------- | --------------- | ---------------- | --------------- | -------------------- | --------------- | --------------- | --------------- | ------------------------------- | ----------------------------------- |
| 1,6i            | XU5 JP          | BFZ             | R4              | 8V              | SOHC             | 83,0 × 73,0     | 1580                 | 9,25:1          | MPI             | ne              | 65 (88) při 6000                | 132 při 2600                        |
| 1,8i            | XU7 JB          | LFX             | R4              | 8V              | SOHC             | 83,0 × 81,4     | 1761                 | 9,5:1           | MPI             | ne              | 66 (90) při 5000                | 147 při 2600                        |
| 1,8i            | XU7 JP          | LFZ             | R4              | 8V              | SOHC             | 83,0 × 81,4     | 1761                 | 9,25:1          | MPI             | ne              | 74 (101) při 6000               | 153 při 3000                        |
| 1,8i 16V        | XU7 JP4         | LFY             | R4              | 16V             | DOHC             | 83,0 × 81,4     | 1761                 | 10,4:1          | MPI             | ne              | 81 (110) při 5500               | 155 při 4250                        |
| 2,0i            | XU10 J2C        | RFX             | R4              | 8V              | SOHC             | 86,0 × 86,0     | 1998                 | 9,5:1           | MPI             | ne              | 89 (121) při 5750               | 176 při 2750                        |
| 2,0i 16V        | XU10 J4R        | RFV             | R4              | 16V             | DOHC             | 86,0 × 86,0     | 1998                 | 10,4:1          | MPI             | ne              | 97 (132) při 5500               | 180 při 4200                        |
| 2,0i 16V        | XU10 J4D/Z      | RFT             | R4              | 16V             | DOHC             | 86,0 × 86,0     | 1998                 | 10,4:1          | MPI             | ne              | 110 (150) při 6500              | 183 při 3500                        |
| 2,0i 16V        | XU10 J4D/Z      | RFY             | R4              | 16V             | DOHC             | 86,0 × 86,0     | 1998                 | 10,4:1          | MPI             | ne              | 112 (152) při 6500              | 183 při 3500                        |
| 2,0i Turbo CT   | XU10 J2TE       | RGX             | R4              | 8V              | SOHC             | 86,0 × 86,0     | 1998                 | 8,0:1           | MPI             | T, IC           | 108 (147) při 5300              | 235 při 2500                        |
| 3,0i V6 24V     | ES9 J4          | XFZ             | V6              | 24V             | 2 × DOHC         | 87,0 × 82,6     | 2946                 | 10,5:1          | MPI             | ne              | 140 (190) při 5500              | 267 při 4000                        |
| Vznětové motory |                 |                 |                 |                 |                  |                 |                      |                 |                 |                 |                                 |                                     |
| 1,9 D           | XUD9 A          | D9B             | R4              | 8V              | SOHC             | 83,0 × 88,0     | 1905                 | 23,0:1          | IDI             | ne              | 51 (69) při 4600                | 120 při 2000                        |
| 1,9 D           | XUD9 Y          | DJZ             | R4              | 8V              | SOHC             | 83,0 × 88,0     | 1905                 | 23,0:1          | IDI             | ne              | 50 (68) při 4600                | 120 při 2000                        |
| 1,9 SD          | XUD9 SD         | DHW             | R4              | 8V              | SOHC             | 83,0 × 88,0     | 1905                 | 21,8:1          | IDI             | T               | 55 (75) při 4600                | 135 při 2250                        |
| 1,9 TD          | XUD9 TE/L       | D8B             | R4              | 8V              | SOHC             | 83,0 × 88,0     | 1905                 | 21,8:1          | IDI             | T, IC           | 68 (92) při 4000                | 196 při 2250                        |
| 1,9 TD          | XUD9 TE/Y       | DHX             | R4              | 8V              | SOHC             | 83,0 × 88,0     | 1905                 | 21,8:1          | IDI             | T, IC           | 66 (90) při 4000                | 196 při 2250                        |
| 2,0 HDi         | DW10 TD         | RHY             | R4              | 8V              | SOHC             | 85,0 × 88,0     | 1997                 | 18,0:1          | DI–CR           | T               | 66 (90) při 4000                | 205 při 1900                        |
| 2,0 HDi         | DW10 ATED       | RHZ             | R4              | 8V              | SOHC             | 85,0 × 88,0     | 1997                 | 18,0:1          | DI–CR           | T, IC           | 80 (109) při 4000               | 250 při 1750                        |
| 2,1 TD 12V      | XUD11 BTE       | P8C             | R4              | 12V             | SOHC             | 85,0 × 92,0     | 2088                 | 21,5:1          | IDI             | T, IC           | 80 (109) při 4300               | 235 při 2000                        |